# Valmiera
Valmiera é a maior cidade da região de Vidzeme, na Letônia, com uma área total de 18,1 km². É o centro do condado de Valmiera. Pelo censo de 2002, a cidade tem uma população de 27 323 habitantes. A cidade fica a cem quilômetros de Riga, a capital da Letônia, e a cinquenta quilômetros da fronteira com a Estônia. Valmiera é banhada pelo rio Gauja.